# Gempylus serpens
La caballa serpiente (Gempylus serpens), también conocida como Escolar de canal, Escolar serpiente o Dómine añil. es la única especie de pez del género monotípico Gempylus, perteneciente a la familia Gempylidae (que también se conoce generalmente como "cabalas serpiente"). Se encuentra en todo el mundo en océanos tropicales y subtropicales entre las latitudes de 42°N y 40°S ; se sabe que los adultos se pierden en aguas templadas . Se encuentra a una profundidad de 600 metros (1968,5 pies).  Las poblaciones de caballa serpiente del Atlántico y el Indo-Pacífico difieren en el recuento de vértebras (51–55 frente a 48–50) y el número de espinas de la primera aleta dorsal (30–32 frente a 26–30), por lo que pueden representar especies separadas.

## Descripción
La caballa serpiente tiene un cuerpo muy largo, delgado y comprimido lateralmente. Tiene una cabeza larga y puntiaguda, que mide del 17 al 18% de la longitud estándar, y una boca grande con la mandíbula inferior que sobresale más allá de la superior . Ambas mandíbulas están repletas de dientes afilados; los primeros dientes de la mandíbula superior se agrandan en colmillos. Las aletas pectorales contienen de 12 a 15 radios ; las aletas pélvicas son pequeñas y están ubicadas debajo de las pectorales y contienen 1 espina pequeña y 3 o 4 radios. Hay dos aletas dorsales; el primero es largo y espinoso, seguido inmediatamente por el segundo, que contiene 1 espina diminuta y 11 a 14 radios blandos. La aleta anal se origina frente a la segunda aleta dorsal y consta de 2 espinas libres seguidas de 1 espina y 10 a 12 radios. Las aletas dorsal y anal son seguidas por 6 o 7 aletitas. Hay dos líneas laterales, la superior corre hacia la parte trasera de la primera aleta dorsal y la inferior corre hacia el pedúnculo caudal . Las escamas están en su mayoría ausentes. La coloración es marrón metalizado, con aletas oscuras. Esta especie crece hasta 1 metro (3,3 pies) de largo.

## Comportamiento

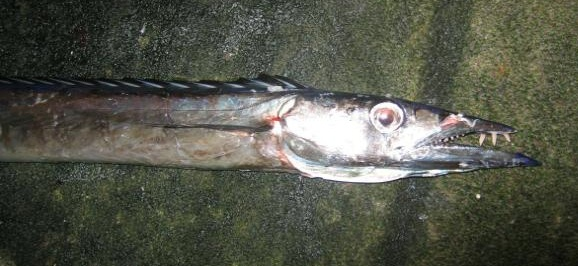
La cabeza de una serpiente caballa. Tenga en cuenta los dientes frontales agrandados en la mandíbula superior.

Las caballas adultas realizan una migración vertical diurna, permaneciendo en aguas más profundas durante el día y subiendo a la superficie por la noche para alimentarse. Las crías y juveniles también migran verticalmente pero en dirección opuesta, permaneciendo cerca de la superficie durante el día y moviéndose más profundo durante la noche. Esta especie se alimenta de calamares, crustáceos pelágicos y peces óseos como el pez linterna, el pez volador, el papardo y la caballa. A su vez, es depredado por el atún y el marlín . hubo un 80 espécimen de cm de largo encontrado dentro de un tragador negro muerto que medía 25 cm. La reproducción es ovípara, con hembras que producen de 300.000 a 1.000.000 de huevos . El desove ocurre durante todo el año; se sabe que existen áreas de desove en el Mar Caribe y frente a la costa de Florida . Los machos alcanzan la madurez sexual a los 43 cm (16,9 plg) largo y las hembras a los 50 cm (19,7 plg) largo. A medida que los peces maduran y se adentran en aguas más profundas donde hay menos luz disponible, pierden las células cónicas de sus ojos en favor de las células bastoncillos .

## Interacción humana
La caballa serpiente se captura incidentalmente en la pesquería de atún con palangre y tiene una importancia comercial menor. Se comercializa congelado o en embutidos y croquetas de pescado. En Hawái, este pescado se conoce como hauliuli y se considera bueno para comer cocido o seco. Aparentemente, al rey Kamehameha no le gustaba, ya que una vez comentó que es un "pescado delicioso para la gente del campo", lo que significa que está bien para aquellos que no pueden obtener nada mejor. Thor Heyerdahl describe un encuentro nocturno con especies de Gempylus en mar abierto en los relatos de la expedición Kon-Tiki . Después de que un miembro de la expedición en balsa fue despertado por un misterioso pez que aterrizó en su saco de dormir, el miembro de la tripulación atrapó un pez largo y delgado que tenía "más de un metro de largo, tan delgado como una serpiente, con ojos negros apagados y un hocico largo con un mandíbula codiciosa llena de dientes largos y afilados. Los dientes eran afilados como cuchillos y podían doblarse hacia atrás en el techo de la boca para dar paso a lo que se traga". Posteriormente Thor Heyerdahl anota: “Solo el esqueleto de un pez como este había sido encontrado unas pocas veces en la costa de América del Sur y las Islas Galápagos; los ictiólogos ... pensaba que vivía en el fondo del mar a gran profundidad, porque nunca nadie lo había visto con vida. Pero si vivía a gran profundidad, esto debía ser al menos de día, cuando el sol cegaba los grandes ojos. Porque en las noches oscuras, Gempylus estaba en el exterior alto sobre la superficie del mar; nosotros en la balsa teníamos experiencia de eso".